# Purenleon clavatus
Purenleon clavatus is een insect uit de familie van de mierenleeuwen (Myrmeleontidae), die tot de orde netvleugeligen (Neuroptera) behoort. 
Purenleon clavatus is voor het eerst wetenschappelijk beschreven door Navás in 1914.